# Настас Ђорђевић
Настас Ђорђевић (Охрид, 1811 – 20. новембар 1866) био је српски градитељ по којем је породица Настасијевић добила своје презиме.

## Биографија
Настас Ђорђевић био је пореклом из Охрида. Отац му се звао Анђелко. Настас је имао брата Спасоја који је био зограф и сестру Михаилу. Након што је код свог сестрића Николе Лазаревића уочио дар за градитељство, одлучио је да га научи да рукује тим занатом. Никола се из Охрида у Брусницу доселио када је имао шест година. У знак захвалности према Настасу, свом ујаку, одрекао се мајчиног презимена и од ујаковог имена успоставио ново презиме – Настасијевић.

### Смрт
Сахрањен је у старом делу горњомилановачког гробља, на крају једне падине. На споменику је исписан следећи текст:
„Овде почива Настас Ђорђевић родом из Орида (Охрида) кои цркву направи у овој вароши и кои поживи 55 г. а умре 20. нов. 1866. г.”

## Градитељски рад
Ђорђевић је био признат мајстор градитељства и један од најбољих у читавој ондашњој Србији. Кнез Милош га је сматрао за врхунског мајстора – то се најбоље огледа у његовим речима пред почетак градње цркве Свете Тројице у Горњем Милановцу, његове задужбине, чију је изградњу он наредио:
„По гласу грађевинаца бољи си од свих других, па када је тако, ево посла за тебе. Налажем ти да по плану и о року саградиш велелепну   цркву у Горњем Милановцу и зато ево мог благослова.”
Настас Ђорђевић ју је градио у периоду од 1860. до 1862. године, и то је један од врхунаца његовог рада. Био је ангажован и за изградњу цркве Светог Арханђела Гаврила у Аранђеловцу, која је готово идентична оној горњомилановачкој. 
Настас Ђорђевић био је главни неимар при обнови цркве Светог Саве на Савинцу. Кнез Милош је одлучио да је обнови у част своје покојне супруге Љубице, преминуле 1843. године. Обнова је 1860. године завршена – додата је дрвена припрата, поједини делови ентеријера су поправљени, а поред цркве је изграђена и нова звонара од дрвета. 
Поред тога, Ђорђевић је саградио велики број приватних зграда у Горњем Милановцу, Чачку, Крагујевцу и Београду, као и стари конак манастира Студеница.

## Галерија
- Црква Свете Тројице у Горњем Милановцу
- Црква Светог Архангела Гаврила у Аранђеловцу